# Fridtjof Joensen
Fridtjof Joensen, född 3 september 1920 i Mikladalur, död 19 juli 1988 i Tórshavn, var en färöisk skulptör.
Joensen utbildade sig som maskinmästare i Köpenhamn år 1945 och studerade sedan vid Kunstakademin i Köpenhamn mellan 1967 och 1970.